# Jabadao (danse)
Pour les articles homonymes, voir Jabadao.
Le Jabadao est une danse bretonne traditionnellement pratiquée dans l'ouest de la Cornouaille. Cette danse à figures est inspirée des contredanses françaises de la fin du XVIIIe siècle.
Dans la suite de danses, le jabadao occupe le plus souvent la troisième partie, après la gavotte proprement dite et le bal. Le jabadao est réalisé par quatre couples qui alternent une ronde et des figures.

## Histoire
Le jabadao fut mis à l'index de l'église qui y voyait l'expression de forces peu catholiques ; le nom jabadao veut d'ailleurs dire sabbat (jabad, sarabande en breton). Elle évoquait la « danse endiablée », la « danse rituelle ». On y aurait vu la persistance de certains rites solaires anciens dans le sens de la ronde, et le mouvement évocateur des cavaliers et des cavalières se réunissant au centre du cercle devait évoquer chez les censeurs quelques références aux rites de fécondité des temps préchrétiens. Toujours est-il que l'Ancien Régime la condamna à la clandestinité, ce qui ne put que lui donner ses lettres de noblesse auprès des jeunes qui, dès le XIXe siècle, la plébiscitèrent dans toutes les campagnes bretonnes.

## Pratique
La première partie, la ronde ou balade, est constituée de deux phrases de 8 temps ; elle est suivie de figures sur 32 temps. Pendant la balade, le pas utilisé est le plus généralement celui de la gavotte. Les variantes des figures sont nombreuses, la danse conservant toutefois la même structure, l'alternance d'une ronde et de figures par couples. Dans les versions les plus simples, la figure se réduit à un trajet en avant vers le centre de la ronde, suivi d'un retour sur le cercle. Les versions plus élaborées sont une succession de figures avec permutation de partenaire, ou des trajets de sens opposé entre garçons et filles.
Les airs sont propres à un terroir donné : le jabadao peut ainsi être de l'Aven, Rouzig, Glazig, bigouden ou du Trégor...

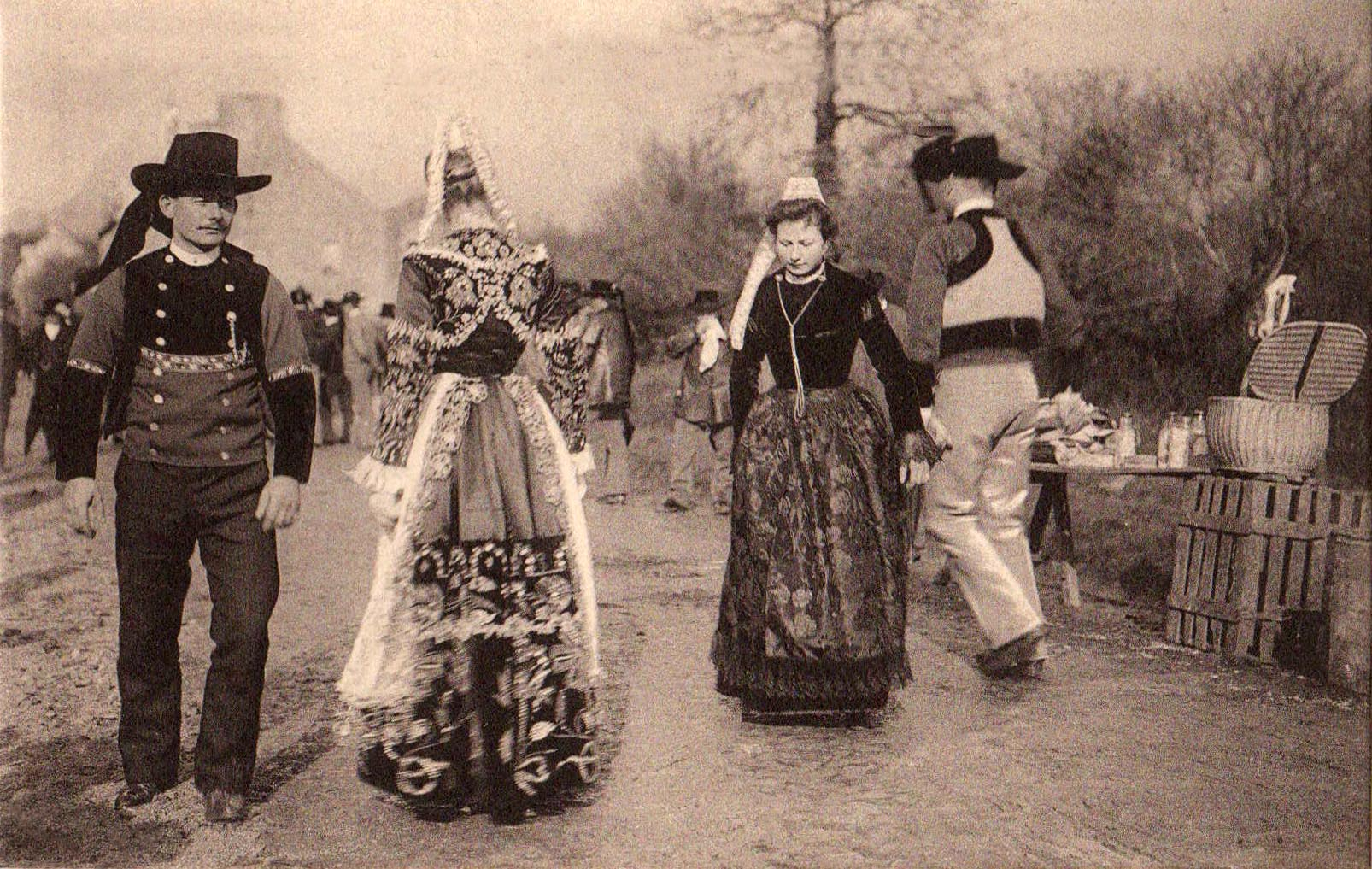
La Jabadao (ou Jambadao), danse bretonne, 2e figure.